# Wiktar Marcinowicz

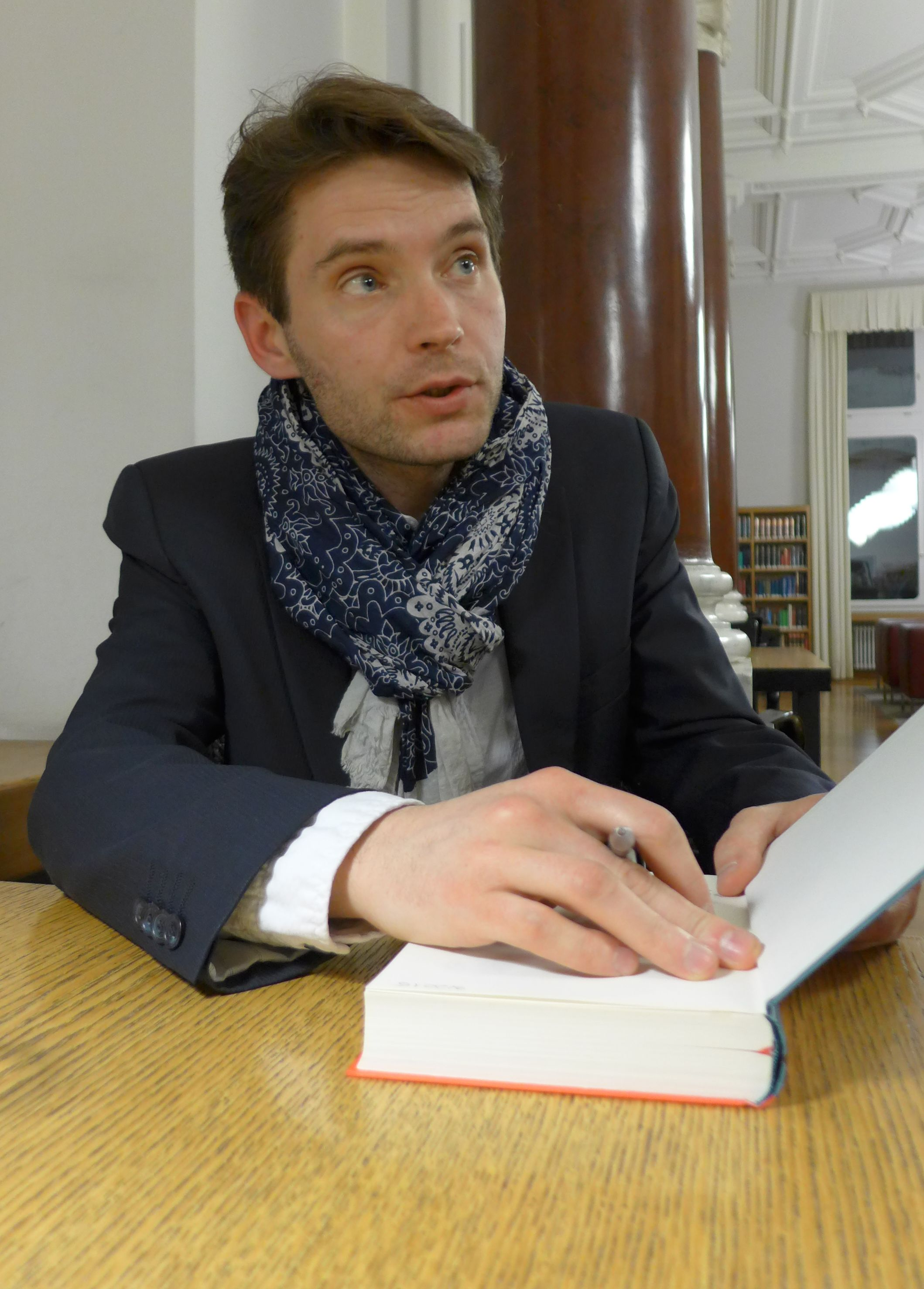
Wiktar Marcinowicz, 8 kwietnia 2015 w Zürichu

Wiktar Walieriewicz Marcinowicz (ur. 9 września 1977 w Oszmianie na Białorusi) – białoruski pisarz, dziennikarz, znawca sztuki. Zastępca redaktora BiełGazety. Wykładowca historii sztuki w Europejskim Uniwersytecie Humanistycznym. Od 2004 roku mieszka na Litwie.

## Biografia
27 czerwca 2008 r. obronił doktorat w Wileńskiej szkole malarskiej pt. Witebska awangarda (1918-2022): kontekst społeczno-kulturowy i krytyka artystyczna.
W 2009 wydał w języku rosyjskim powieść “Paranoja”, której sprzedaż była zakazana w Mińsku  i w niektórych sklepach internetowych.
W czerwcu 2011 r. pisarz udostępnił swoją pierwszą powieść opublikowaną w języku białoruskim pod tytułem Chłodny wyraj. Zdaniem autora utwór ten miał być rozpowszechniany wyłącznie w formie elektronicznej.
Pod koniec maja 2013 r. pisarz udostępnił utwór Torfowiec, napisany w języku rosyjskim, wydany jednocześnie w formie elektronicznej w języku rosyjskim i w wersji papierowej w tłumaczeniu na białoruski.
10 września 2014 r. ukazała się druga powieść Mowa. Oryginalne wydanie trafiło do sprzedaży w formie papierowej, a tłumaczenie na język rosyjski zostało udostępnione online. Powieść została przetłumaczona także na język niemiecki.

## Nagrody i wyróżnienia
- Nagroda literacka „Debiut” im. Maksima Bogdanowicza w dziedzinie prozy za powieść "Chłodny wyraj” (2012)
- Nagroda motywacyjna Europejskiego Towarzystwa Science Fiction (2014)

## Utwory
- Paranoja (2009)
- Chłodny wyraj (2011)
- Torfowiec (2013)
- Mowa (2014)
- Ojczyzna. Marc Chagall w Witebsku (2015)
- Jezioro radości (2016) (na jego podstawie nakręcono film o tym samym tytule, reż. Aliaksiej Palujan (2019)
- Noc (2018)
- Rewolucja (2020)